# إيلا هنت
إيلا هنت (بالإنجليزية: Ella Hunt)‏ هي ممثلة بريطانية، ولدت في 29 أبريل 1997 في المملكة المتحدة.

## الأعمال

### أفلام
| السنة | العنوان                                  | الدور         |
| ----- | ---------------------------------------- | ------------- |
| 2012  | البؤساء                                  | امرأة         |
| 2022  | ماستر                                    | كريسيدا       |
| 2022  | عشيق الليدي تشاترلي                      | السيدة فلينت  |
| 2024  | مدينة الأفق: ملحمة أمريكية – الفصل الأول | جولييت تشيسني |

### مسلسلات
| السنة     | العنوان | الدور     |
| --------- | ------- | --------- |
| 2019–2021 | ديكنسون | سو غيلبرت |

## الجوائز والترشيحات
| قائمة الجوائز والترشيحات | قائمة الجوائز والترشيحات              | قائمة الجوائز والترشيحات | قائمة الجوائز والترشيحات | قائمة الجوائز والترشيحات | قائمة الجوائز والترشيحات |
| السنة                    | الجائزة                               | الفئة                    | عن عمل                   | النتيجة                  | م.                       |
| ------------------------ | ------------------------------------- | ------------------------ | ------------------------ | ------------------------ | ------------------------ |
| 2018                     | مهرجان تورنتو بعد الظلام للأفلام      | أفضل طاقم تمثيلي         | آنا ونهاية العالم        | فوز                      | [ 8 ]                    |
| 2018                     | جوائز الأكاديمية البريطانية لاسكتلندا | أفضل ممثلة – فيلم        | آنا ونهاية العالم        | رُشِّح                      | [ 9 ]                    |

## روابط خارجية
- إيلا هنت على موقع IMDb (الإنجليزية)
- إيلا هنت على موقع ميوزك برينز (الإنجليزية)
- إيلا هنت على موقع قاعدة بيانات الفيلم (الإنجليزية)
- إيلا هنت على موقع كينوبويسك (الروسية)